# Stippellijn-tandhoren
De stippellijn-tandhoren (Boonea bisuturalis) is een slakkensoort uit de familie van de Pyramidellidae. De wetenschappelijke naam van de soort werd in 1822, als Turritella bisuturalis, voor het eerst geldig gepubliceerd in 1822 door Say.

## Beschrijving
De stippellijn-tandhoren is een kleine ectoparasitaire buikpotige die zich voedt met de lichaamsvloeistoffen van ongewervelde gastheren. Geprefereerde gastheren zijn de alikruik (Littorina littorea), de modderslak Ilyanassa obsoleta en de oester Crassostrea virginica. De lengte van de schelp varieert tussen 2,8 mm en 5,8 mm. De gladde buitenkant heeft een lichtbruine opperhuid. De 5-6 windingen van het slakkenhuisje tonen een ingedrukte draaiende lijn onder de hechtdraad.

## Verspreiding
De stippellijn-tandhoren is inheems aan de oostkust van Noord-Amerika van Prince Edward Island tot Virginia en werd geïntroduceerd in Californië met de invoer van oesters. Het kan een breed scala aan leefgebieden bewonen, waaronder rotsachtige kusten, jachthavens, dokken, oesterriffen en wadden. Hoge dichtheden van deze soort kunnen de groei en overleving van weekdieren beïnvloeden, maar deze effecten zijn niet gekwantificeerd. In de Verenigde Staten leeft de B. bisuturalis onder stenen in het sublitoraal van relatief ondiep tot dieper water. De soort is daar aangetroffen op meerdere gastheersoorten, waaronder Amerikaanse oesters.